# Palayan
Palayan – miasto na Filipinach, stolica prowincji Nueva Ecija, w regionie Central Luzon. W 2007 liczyło 33 506 mieszkańców.

## Miasta partnerskie
- Tagaytay, Filipiny